# Ásthildur Lóa Þórsdóttir

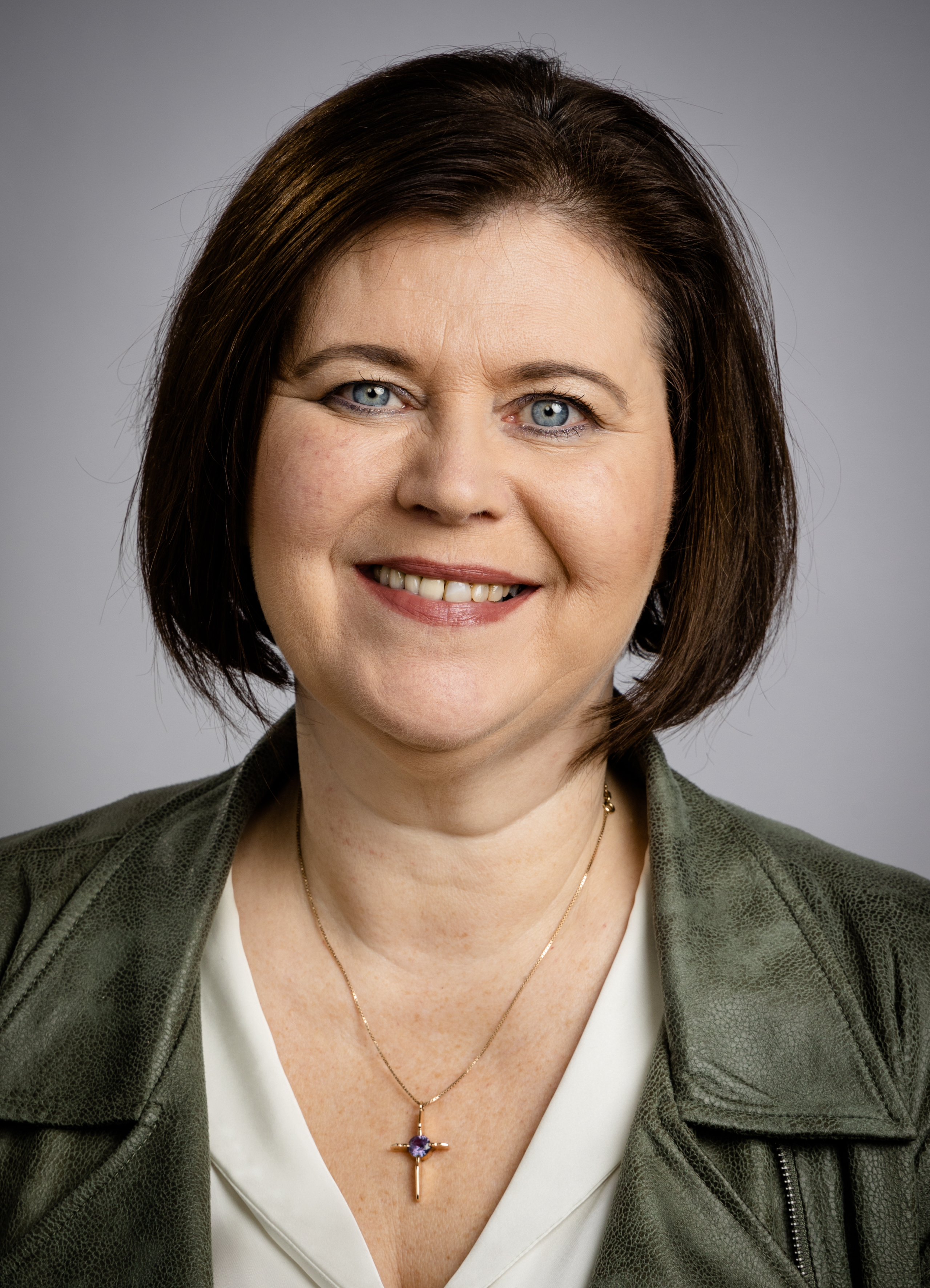
Ásthildur Lóa Þórsdóttir (2021)

Ásthildur Lóa Þórsdóttir (* 20. November 1966 in Reykjavík) ist eine isländische Politikerin der Partei Flokkur fólksins und war vom 21. Dezember 2024 bis 20. März 2025 Ministerin für Bildungs- und Kinderbelange im Kabinett Kristrún Frostadóttir. Dem isländischen Parlament Althing gehört sie seit 2021 an.

## Leben
Bevor sie in die Politik ging, arbeitete Ásthildur als Grundschullehrerin an verschiedenen Schulen. Sie erwarb 1994 einen Bachelor of Education von der damaligen pädagogischen Hochschule Islands (Kennaraháskóli Íslands, KHÍ). Seit 2017 ist sie Vorsitzende der Organisation Hagsmunasamtök heimilanna, welche sich für die Interessen privater Haushalte einsetzt.
Bei der Wahl 2021 wurde Ásthildur Lóa Þórsdóttir als Vertreterin von Flokkur fólksins im Südlichen Wahlkreis ins isländische Parlament Althing gewählt. Bei der Wahl 2024 wurde sie wiedergewählt. Am 21. Dezember 2024 wurde Ásthildur zur isländischen Ministerin für Bildung und Kinder in der Regierung von Premierministerin Kristrún Frostadóttir ernannt. Nachdem öffentlich wurde, dass sie als 22-Jährige von einem 15-Jährigen  schwanger wurde, trat sie am 20. März 2025 vom Ministeramt zurück.